# Paisy-Cosdon

Paisy-Cosdon este o comună în departamentul Aube din nord-estul Franței. În 1 ianuarie 2022 avea o populație de 334 de locuitori.